# APEX Engine
L'APEX Engine est un moteur de jeu développé par Avalanches Studios  utilisé en interne pour leurs différents jeux. Le moteur à notamment été utilisé sur la série de jeux vidéo Just Cause, Generation Zero ainsi que le jeu Rage 2. 